# Clavus nodulosa
Clavus nodulosa é uma espécie de gastrópode do gênero Clavus, pertencente a família Drilliidae.